# Die Gedanken sind frei
”Die Gedanken sind frei” (tankarna är fria) är namnet på en tysk visa om tankefrihet. Texten så väl som kompositionen förblir av okänt ursprung, men dess populäraste version kan spåras till Hoffman von Fallersleben som återgav den 1842.

## Översättningar och adaptationer
Visan har översätts till svenska åtminstone två gånger:
- Tankarna är fria, av Roland von Malmborg, 1965.
- Min tanke är fri, av Cornelis Vreeswijk, 1979.

Malmborgs, och i synnerhet Vreeswijks, tolkning och adaption skiljer sig ifrån originalet. Malmborg och Vreeswijk har också sjungit in sina versioner på ”Räck din hand” respektive ”Vildhallon”.

## Versioner
Visan förekommer i olika versioner på dess originalspråk. Särskilt anmärkningsvärt är:
- att visan ibland förekommer med en femte strof som lades till senare (Ich liebe den Wein)
- att stroferna och dess ordningsföljd kan variera en aning
- att ”mit Pulver und Blei” ibland förekommer istället för ”es bleibet dabei” i första strofen
- Welle: Erdballs tolkning och nyinspelning / cover